# Antropometria

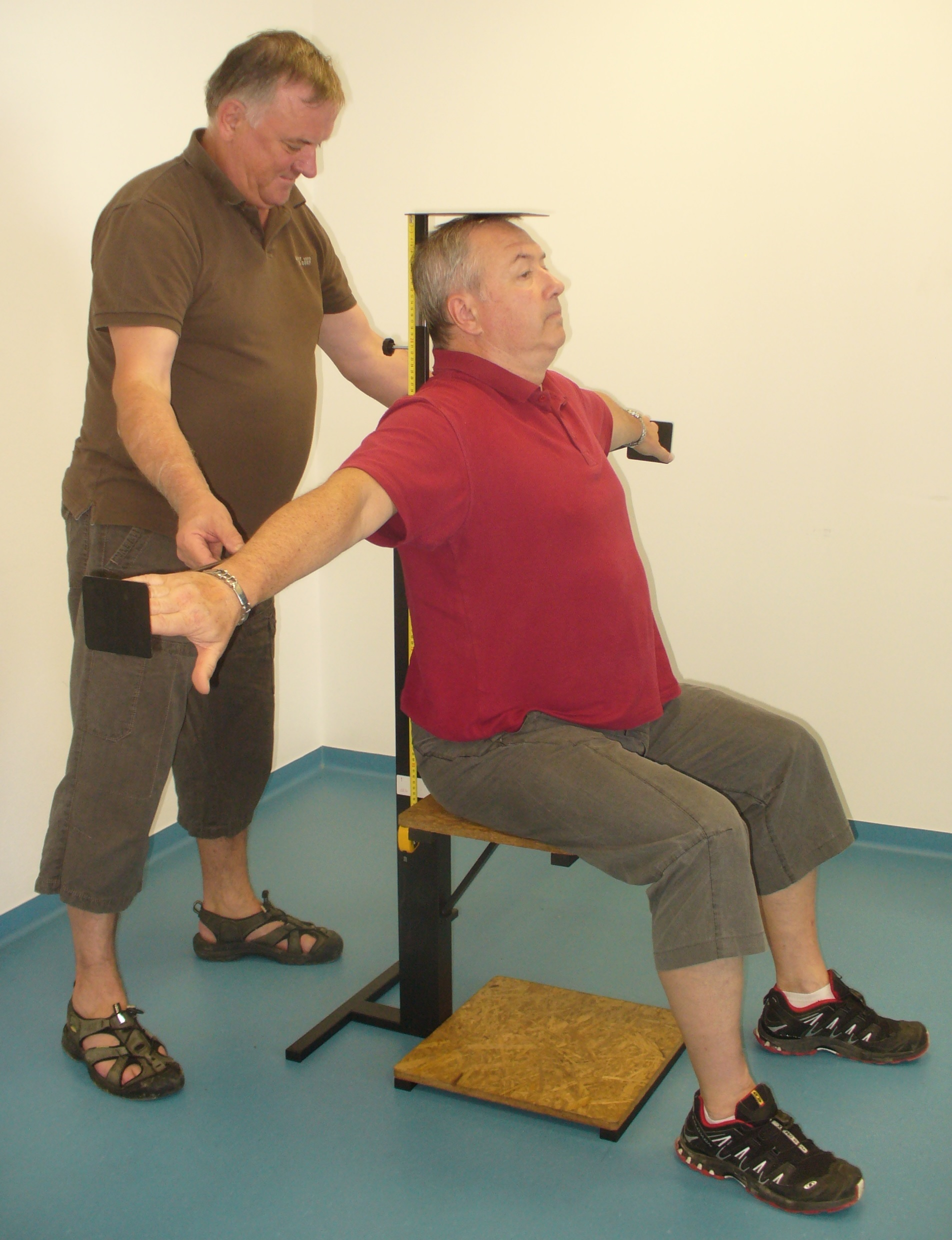
Homem medindo a largura de seus braços.

Antropometria (do grego άνθρωπος, transl. anthropos, "homem", e μέτρον, transl. metron, "medida") é o conjunto de técnicas utilizadas para medir o corpo humano ou suas partes.

## Origem
A origem da antropometria remonta-se à Antiguidade, pois egípcios e gregos já observavam e estudavam a relação das diversas partes do corpo. O reconhecimento dos biótipos remonta-se aos tempos bíblicos e o nome de muitas unidades de medida, utilizadas hoje em dia são derivados de segmentos do corpo.
A importância das medidas ganhou especial interesse na década de 40 provocada de um lado pela necessidade da produção em massa, pois um produto mal dimensionado pode provocar a elevação dos custos e por outro lado, devido ao surgimento dos sistemas de trabalho complexos onde o desempenho humano é crítico e o desenvolvimento desses sistemas dependem das dimensões antropométricas dos seus operadores.

## Medidas diretas e relações
A partir de medições diretas, podem ser gerados índices.

### Índice cintura quadril
Relaciona a circunferência abdominal com o perímetro do quadril. É um indicativo indireto da quantidade de gordura visceral, a gordura que envolve os órgãos intra-abdominais. A quantidade de gordura visceral está relacionada com um risco crescente de Aterosclerose e suas consequências, como o infarto agudo do miocárdio e o derrame cerebral.

### Índice de massa corpórea
Correlaciona peso e altura e é um indicativo de desnutrição, peso ideal ou obesidade, porém em atletas não é recomendado, deve-se fazer uma avaliação física com um profissional da educação física.

## Aplicações
As medidas antropométricas são fundamentais no acompanhamento do desenvolvimento infantil, área coberta pela Puericultura, ramo da Pediatria. A Ortopedia utiliza técnicas antropométricas várias no diagnóstico e tratamento de doenças desta área e nas fraturas. Qualquer doença que mude a forma ou o tamanho do organismo como um todo ou parte dele tem como parte do seu manejo o uso da Antropometria.

## Usos controversos
A frenologia utiliza técnicas antropométricas visando prever padrões de inteligência e comportamento, baseando-se em premissas discutíveis. 
Já na África do Sul, dados antropométricos foram utilizados para fomentar o apartheid, ao definir, por meio de características físicas externas — tipo e cor dos cabelos, cor da pele e dos olhos, formato das feições, entre outras —, quem era ou não caucasiano. À época era comum o teste do lápis, o qual era utilizado para definir se um Coloured (mestiço) seria classificado como branco ou negro.